# Ресторан Со и бибер
„Со и бибер“ је ресторан у ГО Нови Београд, у Београду.

## Локација
Ресторан "Со и бибер" налази се на адреси Старо Сајмиште 19, у општини Нови Београд. 

## Изглед ресторана
У згради ресторана постоје два нивоа, са укупно 95 места. Испред је башта са 60 места, а постоји и паркинг за 20 возила.
Ресторан ради од 10 до 24 часа. Слоган под којим ради је: "И баш као што су со и бибер неопходни зачини сваком добром месу, тако ће ресторан Со и бибер постати најбољи зачин вашим вечерима са пријатељима."
Смештен у тихој уличици, у својеврсној зеленој оази, већ преко десет година (од 2008) испуњава жеље најзахтевнијих сладокусаца.

## Угоститељска понуда
Ресторан "Со и бибер" има изузетно широку понуду националних јела, куваних домаћих јела, али и одличан роштиљ. Поред тога, може се одабрати оброк салата, рибљи мени или паста. Порције су обилне. Постоји дечји оброк - величина порција прилагођена деци.

## Историја
Зграда је сазидана 1938. као Турски павиљон на Београдском сајмишту. Током нацистичке окупације била је саставни део Јеврејског логора Земун, коришћена је као купатило и мртвачница. Преко пута, у броју 20, налази се још један ресторан  са спортском салом и теретаном; ова зграда је сазидана 1937. и позната је као задужбина Николе Спасића на Београдском сајмишту, тј. као Спасићев павиљон. Током нацистичке окупације коришћена је као болница Јеврејског логора Земун.
Већ дуго се планира да Старо сајмиште треба да буде приведено намени меморијалног центра - био је то највећи немачки логор на југоистоку, а припадао је територији НДХ.

## Галерија
- "Со и бибер"
- "Со и бибер"
- "Со и бибер"